# Ergoteles

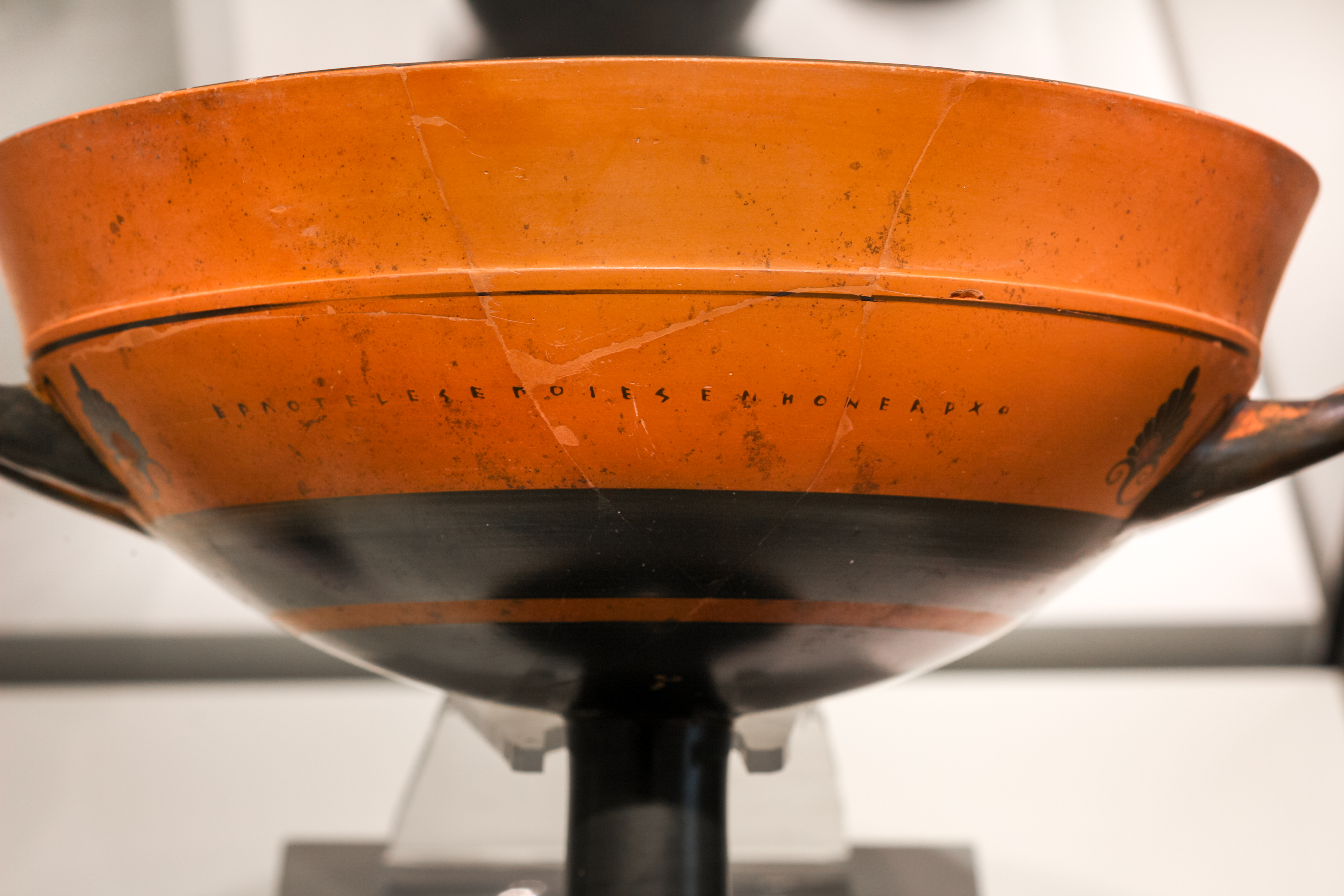
Schale mit Signatur des Ergoteles in der Antikensammlung Berlin

Ergoteles (altgriechisch Ἐργοτέλης) war ein griechischer Töpfer, der in der Mitte des 6. Jahrhunderts v. Chr. (um 545/40 v. Chr.) in Athen tätig war. Er war der Sohn des berühmten Töpfers Nearchos und Bruder des Tleson.
Von ihm sind drei signierte Kleinmeister-Schalen bekannt:
- Berlin, Antikensammlung F 1758
- ehemals Florenz, Kunsthandel Pacini (verschollen)
- Oxford, Ashmolean Museum G 1004

Diese sind vom Tleson-Maler dekoriert.